# Diocèse de Morombe

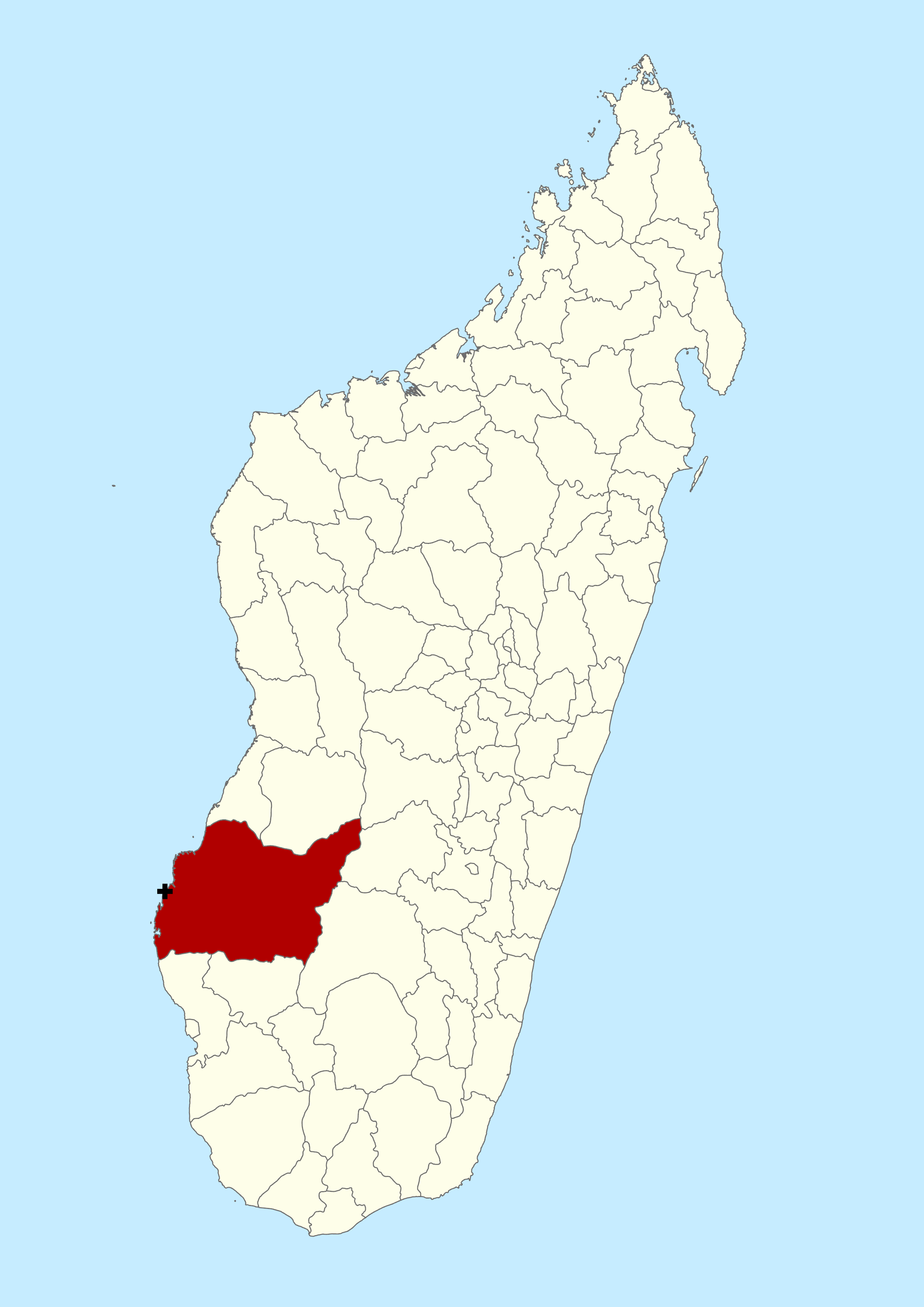
Le diocèse de Morombe en rouge, sur une carte de Madagascar.

Le diocèse de Morombé (Dioecesis Morombensis) est un siège de l'Église catholique à Madagascar situé à Morombe. 

## Histoire
Le diocèse de Morombé est érigé le 25 avril 1960 par la constitution apostolique Africae gentes de Jean XXIII, recevant son territoire du diocèse de Morondava et devenant suffragant de l'archidiocèse de Fianarantsoa. Le 3 décembre 2003, il devient suffragant de l'archidiocèse de Toliara. Il est confié aux missionnaires de la Sainte-Famille.

## Ordinaires
- 1960–1988: Joseph Zimmermann MSF
- 1989–2000: Alwin Albert Hafner MSF
- depuis 2001: Zygmunt Robaszkiewicz MSF

## Statistiques
Selon l'Annuaire pontifical de 2014, le diocèse comptait en 2013 39 507 baptisés sur 554 000 habitants (7,1%), avec 28 prêtres, dont 15 séculiers et 13 réguliers, soit un prêtre pour 1 410 fidèles, ainsi que 15 religieux et 38 religieuses, dans 12 paroisses.
| année | baptisés | population totale | pourcentage | prêtres (total) | prêtres séculiers | prêtres réguliers | catholiques par prêtre | diacres | religieux | religieuses | paroisses |
| ----- | -------- | ----------------- | ----------- | --------------- | ----------------- | ----------------- | ---------------------- | ------- | --------- | ----------- | --------- |
| 1970  | 11 924   | 145 006           | 8,2         | 18              |                   | 18                | 662                    |         | 21        | 19          |           |
| 1980  | 14 889   | 145 000           | 10,3        | 19              |                   | 19                | 783                    |         | 22        | 18          |           |
| 1990  | 20 682   | 189 387           | 10,9        | 12              |                   | 12                | 1 723                  |         | 14        | 21          |           |
| 1996  | 27 900   | 280 400           | 10,0        | 12              |                   | 12                | 2 325                  |         | 13        | 32          |           |
| 2000  | 27 410   | 276 022           | 9,9         | 14              | 1                 | 13                | 1 957                  |         | 14        | 43          |           |
| 2001  | 30 237   | 375 015           | 8,1         | 16              | 1                 | 15                | 1 889                  |         | 16        | 44          |           |
| 2002  | 31 206   | 387 263           | 8,1         | 15              | 1                 | 14                | 2 080                  |         | 15        | 43          |           |
| 2013  | 39 507   | 554 000           | 7,1         | 28              | 15                | 13                | 1 410                  |         | 15        | 38          | 12        |